# Nusco

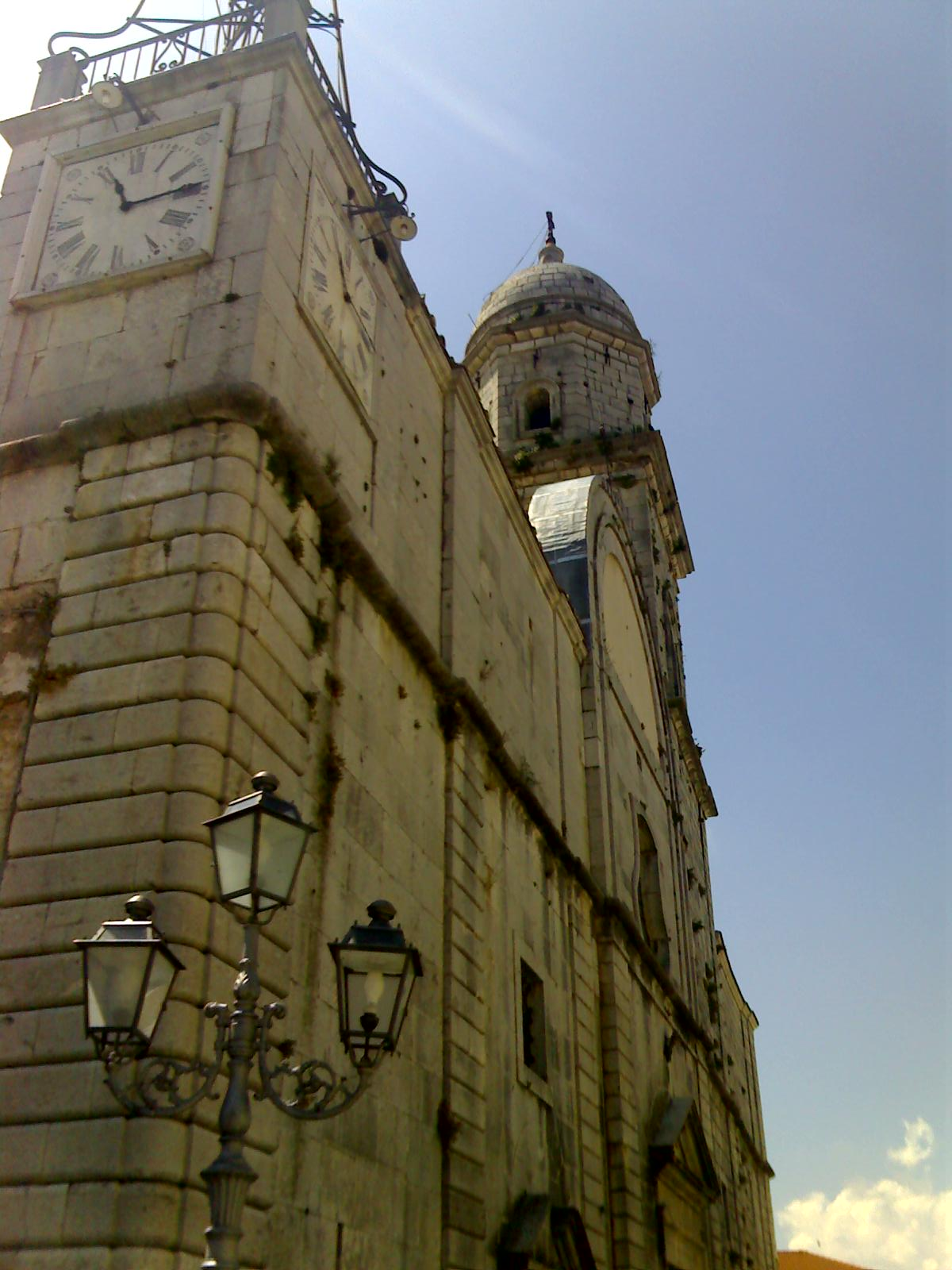
Die Kirche des Ortes

Nusco ist eine italienische Gemeinde mit 3829 Einwohnern (Stand 31. Dezember 2023) in der Provinz Avellino in der Region Kampanien. Der Ort ist Teil der Bergkommune Comunità Montana Terminio Cervialto und ist Mitglied der Vereinigung I borghi più belli d’Italia („Die schönsten Orte Italiens“).

## Geografie
Die Nachbargemeinden sind  Bagnoli Irpino, Cassano Irpino, Castelfranci, Lioni, Montella, Montemarano, Sant’Angelo dei Lombardi und Torella dei Lombardi. Ein weiterer Ortsteil ist Ponteromito.

## Geschichte
Seit dem 11. Jahrhundert war Nusco der Sitz des gleichnamigen Bistums.

## Verkehr
Der Bahnhof Nusco liegt südlich des Ortes, der Haltepunkt Campo di Nusco einige Kilometer östlich an der im Personenverkehr nicht mehr bedienten Bahnstrecke Avellino–Rocchetta Sant’Antonio.

## Persönlichkeiten
- Ciriaco De Mita (1928–2022), Politiker, von April 1988 bis Mai 1989 italienischer Ministerpräsident
- Gerardo Cavaliere (1941–2023), Radrennfahrer
- Teresina Moscatiello (* 1975), deutsche Regisseurin und Filmproduzentin

## Städtepartnerschaften
- Lanciano, Italien
- Vinci, Italien